# قوة العمليات السريعة الأوروبية
قوة العمليات السريعة الأوروبية كانت قوة رد سريع متعددة الجنسيات تتألف من قوات من أربع دول في الاتحاد الأوروبي: إيطاليا وفرنسا والبرتغال وإسبانيا. كان لديها طاقم دائم قادر على قيادة العمليات، بما في ذلك التزامات تصل إلى فرقة خفيفة. تم تأسيس القوة في مايو 1995 في لشبونة، وكانت مسؤولة أمام الاتحاد الأوروبي الغربي مباشرة. تم تكليفها بأداء مهام بيترسبرغ، بما في ذلك المهام الإنسانية وحفظ السلام وإنفاذ السلام. مع اندماج العديد من عناصر الاتحاد الأوروبي الغربي في الاتحاد الأوروبي، أصبحت القوة إلى حد كبير جزءًا من سياسة الأمن والدفاع المشتركة. تم تحويلها في النهاية إلى مجموعة قتالية في الاتحاد الأوروبي وكانت في وضع الاستعداد من 1 يوليو حتى 31 ديسمبر 2011. في 2 يوليو 2012، تم حل القوة.

## عمليات
شاركت القوة في ثلاث عمليات نشر:

شريط وسام الخدمة قوة العمليات السريعة الأوروبية

- 2000-2001: بعثة ألبانيا: استجابة لأزمة اللاجئين في ألبانيا في أعقاب حرب كوسوفو. كان الانتشار في البداية جزءًا من عملية الناتو «ميناء الحلفاء» وبمجرد دخول قوات الناتو البرية إلى كوسوفو، تضمنت مهمة القوة أيضًا الدفاع عن خطوط إمداد الناتو عبر ألبانيا.
- 2003: بعثة مقدونيا: تحت جناح الاتحاد الأوروبي، كجزء من عملية الاتحاد الأوروبي العسكرية. رسميًا، أصبحت القوة مسؤولة بشكل مباشر أمام الاتحاد الأوروبي، من خلال اللجنة السياسية والأمنية. بدأت هذه العملية في 31 آذار / مارس 2003 عندما دعت السلطات المقدونية المساعدة بهدف إنشاء بيئة مستقرة وآمنة في مقدونيا. انتهت هذه المهمة رسميًا في 15 ديسمبر 2004.
- 2007: البوسنة والهرسك.